# Märta Tikkanen
Märta Eleonora Tikkanen (Helsinki, 3 de abril de 1935) es una escritora finlandesa en lengua sueca. Trabajó como reportera para la revista Hufvudstadsbladet entre 1956 y 1961. Se graduó en la Universidad de Helsinki, en la licenciatura en Artes en 1958 y realizó un máster de Filosofía en 1961. Estuvo casada con el escritor Henrik Tikkanen, de quien tomó el apellido. 
En 1978, su novela Män kan inte våldtas ("Los hombres no pueden ser violados") fue llevada al cine por el director Jörn Donner.

## Obras
- Nu imorron (1970)
- Ingenmansland (1972)
- Vem bryr sig om Doris Mihailov (1974)
- Män kan inte våldtas (1975)
- Århundradets kärlekssaga (1978)
- Mörkret som ger glädjen djup (1981)
- Sofias egen bok (1982)
- Rödluvan (1986)
- Storfångaren (1989)
- Arnaía kastad i havet (1992)
- Bryta mot lagen (1992)
- Personliga angelägenheter (1996)
- Sofía vuxen med sitt MBD (1998)
- Två (2004)
- Emma & Uno - visst var det kärlek (2010)